# 自由が丘女神まつり
自由が丘女神まつり（じゆうがおかめがみまつり）は、東京都目黒区自由が丘で毎年10月上旬に開催される祭りである。

## 概要
8つある自由が丘のイベントの中でも最大のものである。名称は自由が丘駅前広場にある「蒼穹の像」の通称「女神像」にちなむ。1973年の第1回から2010年の第38回まで継続して開催されている。ハッピーマンデー制度導入により、体育の日の前日から体育の日にかけての2日間開催となっている。両日とも12:00-21:00の時間帯で行われ、自由が丘駅を中心とした周辺一帯が歩行者天国となる。子供向けの露店、女性向けの衣類や靴のワゴンセール、ビールを傾けながらのライブステージなど老若男女を問わず楽しめるようになっている。
各商店会ごとに工夫を凝らしたイベントが開かれつつ、全体として1つの祭りとなっているのが特徴である。駅前ロータリーのメインステージでコンサートやダンスショーが行われるほか、商店街によっては独自のステージを設けてライブやマジックショーなどが行われる。一部の商店街では前日土曜日からイベントが開始される。
なお、交通規制中は駅前ロータリーにバスが進入できないため、駅から西に150mほど離れた路上に臨時のバス停が設置される。

## 参照
1. ↑  イベントカレンダー自由が丘オフィシャルガイドウェブ
2. ↑  目黒区の主なイベント > 自由が丘女神まつり 目黒区公式サイト